# Diabolik
Diabolik (AFI: /ˈdjabolik/, /djaˈbɔlik/ o /djaboˈlik/; secondo il sito ufficiale, tuttavia, la pronuncia corretta è la seconda) è un personaggio dei fumetti, creato nel 1962 da Angela e Luciana Giussani e protagonista dell'omonima testata pubblicata dalla casa editrice milanese Astorina.
In poco tempo raggiunse alte tirature arrivando a diventare un fenomeno di costume studiato da sociologi ed esperti di comunicazione. Ha portato alla nascita del genere del fumetto nero italiano del quale è stato il precursore generando numerosi epigoni a partire dal 1964, quando il fenomeno esplose, pubblicati nel caratteristico formato libretto tascabile che la testata fece diventare famoso e imitato dopo aver esordito in edicola nel novembre 1962; viene da allora edito senza interruzioni e ha superato nel 2022 i 900 numeri pubblicati. I primi numeri della serie hanno raggiunto elevate quotazioni nel mercato del collezionismo. Il personaggio ha poi avuto quattro trasposizioni cinematograficheː la prima nel 1968 diretta dal regista Mario Bava, la seconda nel 2021 diretta dai Manetti Bros., cui è seguito un sequel nel 2022 e un secondo sequel nel 2023, realizzati dagli stessi autori, una serie animata e un vasto merchandising. Dal 1962 ha venduto quasi 150 milioni di copie.
Edizioni tradotte sono state pubblicate in molti paesi europei, americani e africani. Il successo del personaggio è tale da generare anche parodie sia a fumetti, come Cattivik, personaggio creato da Bonvi nel 1965, e Paperinik, creato da Elisa Penna, Guido Martina e Giovan Battista Carpi per la Walt Disney Company Italia nel 1969, sia cinematografiche, come Arrriva Dorellik diretto da Steno o Sadik, episodio del film Thrilling. Il personaggio è stato impiegato come testimonial per campagne sociali e in spot pubblicitari commerciali.

## Storia editoriale
Il personaggio venne creato da Angela Giussani, autrice anche delle prime sceneggiature che, a partire dal n. 14, venne affiancata per la realizzazione delle storie dalla sorella minore Luciana. La serie ha esordito nel novembre 1962 edita dalla casa editrice Astorina che ne continua le pubblicazioni da oltre cinquanta anni; i primi quattro anni la pubblicazione venne divisa in due serie, la prima edita dal 1962 al 1964 e la seconda nel 1965 mentre dal 1966 la suddivisione viene fatta per annate. Alle sceneggiature, oltre alle sorelle Giussani, si sono alternati autori come Giancarlo Berardi, Pier Carpi, Alfredo Castelli, Nino Cannata, Giancarlo Malagutti e molti altri come Mario Gomboli, direttore della casa editrice e Patricia Martinelli, precedente direttore della testata; alla realizzazione grafica del personaggio si sono alternati nel tempo diversi disegnatori fra i quali: Angelo Zarcone (autore solo del primo numero), Sergio Zaniboni, Brenno Fiumali (autore anche della prima copertina), Enzo Facciolo, Elio Silvestri, Franco Paludetti, Remo Berselli (creatore anche della testata), "Kalissa" Giacobini, Flavio Bozzoli, Lino Jeva, Eros Kara, Luigi Marchesi (ridisegna tra l'altro il primo numero per la ristampa), Giorgio Montorio, Glauco Coretti, Giancarlo Alessandrini, Leo Cimpellin, Giovanni Freghieri, Carlo Peroni e altri come Mario Cubbino, Gabriele Pennacchioli.
Il formato degli albi di Diabolik, di piccola dimensione per poter essere tascabili (11,5x16,9 cm), venne ideato per venire incontro alle esigenze dei pendolari che Angela Giussani osservava ogni mattina da casa sua nelle vicinanze della stazione e divenne lo standard anche per tutti gli epigoni.
Il primo numero ha una copertina realizzata da Brenno Fiumali, mentre la storia venne disegnata da un autore indicato solo per cognome: Zarcone (di cui, curiosamente, da allora si persero le tracce) La vera identità di Zarcone è stata svelata solo nel 2024 nel libro "Non sono stato io" di Gianni Bono e Raffaele Mangano.  La trama è congegnata in modo che il lettore non sa all'inizio chi sia veramente Diabolik, che diviene una figura inquietante e imprevedibile. Tuttavia, l'iniziale riscontro delle vendite non fu soddisfacente e si decise di pubblicare il numero successivo solo dopo tre mesi, nel febbraio del 1963. Il terzo numero viene pubblicato nel mese di marzo; è il primo a essere disegnato in maniera professionale da Luigi Marchesi e vede l'esordio della sua spalla fissa, Eva Kant.
Il primo distributore fu la Ingoglia, piccola azienda di Milano alla quale la Astorina affidò la distribuzione dei primi 17 albi della serie per poi passare alla Sodip che lo distribuirà negli anni a venire; col passaggio al nuovo distributore, da agosto 1964, vennero ristampati anche i primi 17 numeri della serie che sono quindi una seconda edizione; i primi due albi vennero anche ridisegnati e la copertina del primo numero presenta piccole differenze rispetto all'originale. Durante gli anni, per le richieste dei lettori, all'interno della serie regolare vennero riproposti i primi numeri della serie fino a quando non si decise di pubblicare una nuova collana per riproporre la ristampa dell'intera serie dall'inizio, Diabolik R, edita dal 1978 e giunta a settembre 2018 al n. 687 affiancata poi da una seconda, Diabolik SWIISSS, edita dal 1994. L'albo inedito ha il dorso con una colorazione che varia a seconda del mese di pubblicazione, la prima ristampa bianca e la seconda nera (tranne che per il numero 1 che presenta la colorazione originale).
La serie è stata pubblicata anche all'estero: Argentina, Brasile, Colombia, Finlandia, Belgio, Messico, Francia, Germania, Danimarca (con il nome di "Satano"), Grecia, Israele, Paesi Bassi, Polonia, Romania, Spagna, Stati Uniti e Jugoslavia. Nel 2009 è stata pubblicata una storia ("Il Re del Terrore") tradotta in esperanto.

### DK
Nel 2012 viene presentato al Lucca Comics un volume intitolato "DK: work in progress", nel quale solo il primo capitolo si mostrava completo di disegni e colori e due capitoli erano stati realizzati solo a china, seguiti poi da sessanta tavole a matita e venti pagine di sceneggiatura. Dell'ultimo capitolo era stato indicato solo il soggetto. Nell'aprile 2013 la storia completa è stata pubblicata su Il grande Diabolik con il titolo "DK: Io so chi non sono". 
Nel novembre 2015, l'Astorina ha presentato un nuovo progetto editoriale intitolato DK che presenta una versione alternativa del personaggio pubblicato a colori nel formato tipico dei fumetti americani e venduto nelle librerie composto da 2 stagioni. Tutte le storie complete sono state raccolte in un unico volume intitolato DK. L'altro Diabolik edito da Oscar Ink.

## Genesi del personaggio
Angela Giussani, moglie dell'editore Gino Sansoni, all'interno della casa editrice del marito, l'Astoria, aveva creato una propria casa editrice che aveva battezzato Astorina. Ricercando una idea che potesse risultare vincente ebbe l'intuizione di realizzare un fumetto con un formato tascabile, che fosse di facile lettura per i pendolari e che fosse poi possibile riporre in tasca. Il pubblico prescelto, i pendolari dal ritorno dal lavoro, avrebbe potuto essere interessato a leggere qualcosa che fosse coinvolgente ma di facile lettura e di breve durata, per poter essere letto per intero durante un breve viaggio in treno e inoltre doveva costare poco.
Per capire poi i gusti dei potenziali lettori, Angela condusse un'indagine di mercato da cui scaturì che molti in viaggio leggevano romanzi gialli; secondo un'altra versione, l'intuizione le venne per caso dopo aver trovato su un treno un romanzo di Fantomas.
All'epoca riviste come Grand Hotel riscuotevano un successo notevole pubblicando storie a tinte forti a fumetti e la Giussani, ispirandosi anche alla tradizione editoriale del marito (che sin dagli anni cinquanta aveva pubblicato con successo romanzi che solleticavano la curiosità del tempo tramite titoli morbosi e copertine allusive) aveva capito che, per attirare l'attenzione dei potenziali lettori, doveva puntare su questi elementi creando un personaggio che intimorisse il lettore suscitando però anche ammirazione per la genialità e la temerarietà. Qualcosa di simile esisteva già: Fantômas, geniale ladro e assassino, personaggio creato da Pierre Souvestre e Marcel Allain, e protagonista di una serie di romanzi d'appendice di inizio Novecento in cui si faceva beffe delle forze dell'ordine e dissimulava la propria identità attraverso efficaci travestimenti; Non a caso, nel romanzo Diabolik: la lunga notte, il nome Souvestre viene assegnato a un contrabbandiere che viene ucciso da Diabolik.
L'origine di Diabolik si può ricercare nei romanzi di appendice pubblicati a puntate nei quotidiani francesi, i quali erano solitamente storie di facile consumo spesso a tinte forti con intrighi, delitti e rapimenti: non solo Fantômas, al quale Angela Giussani si ispirerà per creare Diabolik, ma anche Arsène Lupin e Rocambole furono protagonisti di grande richiamo della narrativa popolare ottocentesca. Alla fine degli anni cinquanta e nei primi sessanta altre testate avevano raggiunto un certo successo, come quelle della Casa Editrice Universo, che pubblicava feuilleton a fumetti dalle tinte forti; e proprio da queste trasse ispirazione la Giussani, la quale attinse altresì alla tradizione editoriale del marito, che era riuscito a raggiungere il successo pubblicando titoli nei quali si poneva l'accento su aspetti torbidi e morbosi. Serviva quindi un personaggio che incutesse paura ma anche che suscitasse ammirazione per la sua genialità e audacia. Nel novembre 1962, ispirato a Fantômas e a Fantax, un altro personaggio dei fumetti creato in Francia nel 1946, venne creato Diabolik, un personaggio che avrebbe rilanciato con successo il fumetto nero in Italia, anche se non mancarono controversie rispetto alla morale dell'epoca. La copertina del primo numero della serie rappresentava una donna in primo piano che urlava di terrore e riportava termini come "brivido", "diabolico" e "terrore", oltre alla dicitura «per adulti». L'importanza di questa serie a fumetti è quella di aver permesso lo svecchiamento e lo scardinamento di un sistema nel giro di pochi anni. Si decise inoltre di non contestualizzare in maniera precisa e riconoscibile le storie, ma ambientarle in un mondo immaginario con scenari indefinibili, e perciò molto è lasciato nell'indeterminatezza e molte domande sono lasciate senza risposta, come le origini stesse del personaggio, raccontate solo nel 1968 dopo ben 107 numeri nell'albo Diabolik chi sei?. Nelle prime storie del personaggio vengono riprese intere sequenze presenti nei romanzi di Fantômas, così come la tecnica dell'analessi tipica di certi romanzi d'appendice. Fantômas era un criminale con le stesse doti di ladro gentiluomo di Lupin, ma con una malvagità che mancava in quest'ultimo. I lettori venivano anche attirati da titoli espliciti come L'impiccato senza volto, La campana di sangue o La bara vuota, ma anche dalla genialità del protagonista e dal cinismo con cui uccideva riuscendo sempre a sfuggire alla giustizia; tutte caratteristiche che si ritrovano decenni dopo in Diabolik. L'apparizione del poliziotto Juve e il giovane giornalista Fando sono solo alcune delle molte citazioni di Fantomas che si ritrovano nei fumetti Diabolik, i quali successivamente si baseranno su soggetti e ispirazioni originali.
Relativamente alla scelta del nome, nel febbraio 1962 uscì il film Totò diabolicus diretto da Steno; la pellicola è precedente all'esordio di Diabolik nel novembre 1962, e pertanto non è da ritenersi una parodia del genere, ma più probabilmente si ispirava a un vero fatto di cronaca avvenuto a Torino nel 1958 e nel quale un misterioso assassino lasciò sul luogo del delitto una lettera nella quale si firmava Diabolich. Probabilmente l'assassino si era ispirato a sua volta al romanzo del giallista Bill Skyline (al secolo Italo Fasan) dal titolo Uccidevano di notte e il cui protagonista si faceva chiamare Diabolic (senza l'acca finale). Inizialmente il personaggio avrebbe dovuto chiamarsi Diabolicus, che ricordava Nostradamus, poi però si preferì scriverlo con la lettera «K», perché Angela la riteneva più adatta a un personaggio come quello che aveva in mente; il nome di Eva Kant venne scelto sempre da Angela la quale, per conseguire il diploma all'istituto magistrale, aveva presentato una tesina sul filosofo Immanuel Kant, del quale amava il pensiero filosofico; il personaggio di Ginko deve il suo nome a quello del marito di Angela, Gino Sansoni, alla quale venne aggiunta una «K» in mezzo.
Per i tratti di Diabolik la Giussani prese spunto dall'attore Robert Taylor, mentre per quelli di Eva Kant dalla principessa di Monaco Grace Kelly.

## Biografia del personaggio
Il personaggio di Diabolik è inizialmente un ladro molto spietato, un assassino che riesce quasi sempre a portare a compimento i suoi piani criminali. Fidanzato inizialmente con Elisabeth Gay, incontra poi la meravigliosa Eva Kant, che diverrà la sua compagna di vita oltre che sua fidatissima complice, derubando senza scrupoli ricche famiglie, banche o altri personaggi arricchitisi a loro volta spesso in maniera illecita; con i proventi delle rapine si garantiscono una vita agiata, oltre a finanziare nuovi e complessi piani criminosi. Col tempo, rimanendo sempre un criminale, il personaggio acquisirà una sua morale diventando più umano; anche la sua spalla, Eva Kant, evolve col tempo divenendo da amante sottomessa a complice indispensabile.
Le origini del personaggio vengono rivelate nel n. 5 del 1968, Diabolik, chi sei?. In seguito, altri albi (sia regolari che fuoriserie) narreranno particolari e avventure di Diabolik accadute durante la sua infanzia, adolescenza e giovinezza, contribuendo a spiegarne il carattere e le scelte di vita; in particolare, la collana "Il Grande Diabolik" pubblica storie ambientate nel passato del personaggio. Il resto della biografia è raccontata da alcuni albi della serie regolare e dagli albi speciali della serie Il grande Diabolik. Il nome anagrafico di Diabolik è ignoto. Di lui si sa che fu l'unico sopravvissuto di un naufragio e che venne ritrovato, poco più che neonato, su una scialuppa alla deriva al largo di un'isola popolata da alcuni pescatori e dai membri di una banda criminale guidata da un boss chiamato King. Insieme al bambino furono ritrovati alcuni documenti dal contenuto tuttora ignoto ma della massima importanza, che portarono King a decidere di non eliminarlo ma di tenerlo con sé, accettando che crescesse sull'isola accudito un po' da tutti i membri dell'organizzazione che si riferivano a lui chiamandolo semplicemente il ragazzo. Diabolik ha trascorso i primi 22 anni della sua vita sull'isola di King girando liberamente per il quartier generale, dimostrando fin da piccolo un'intelligenza prodigiosa. Il ragazzo viene apprezzato da tutti e tutti gli insegnano qualcosa: da Dempur impara a tagliare pietre preziose e a riconoscere i falsi a vista d'occhio, dall'ingegner Suanda apprende i segreti del mondo dei motori, ma soprattutto grazie allo scienziato Wolf si appassiona alle scienze, in particolare la chimica in cui dimostra un talento unico. Durante la sua adolescenza viene a sapere dell'esistenza nella giungla di una terribile pantera nera chiamata Diabolik che terrorizza i pescatori e i membri della banda. Scopre inoltre che il pericoloso animale è l'unico che King non è mai stato in grado di uccidere, arrivando a proibire a chiunque di avvicinarsi alla zona in cui abitualmente vive. Diabolik vuole vedere l'animale con i propri occhi, ma viene scoperto da uno scagnozzo di King mentre si addentra nella zona proibita: per farlo tacere, il futuro criminale commette il primo omicidio della sua vita, riuscendo a realizzare una messa in scena per fare in modo che l'omicidio sembri opera della pantera. Diabolik scopre che la pantera esce solo di notte e approfitta di una eclissi per vederla, rimanendo incantato dalla sua agilità nei movimenti e delle sue letali movenze aggraziate. Purtroppo Diabolik scopre che anche King ha avuto la stessa idea e approfittando dell'eclissi uccide la pantera per poi imbalsamarla. Da quel momento il futuro Re del Crimine inizia a provare una profonda avversione per King, arrivando a studiare e realizzare anni dopo un piano per derubare il boss di ogni avere ed ucciderlo proprio di fronte alla grande pantera imbalsamata. Dopo aver derubato e ucciso King il ragazzo scappa dall'isola, ma viene rintracciato dagli uomini della banda, desiderosi di vendicare il loro capo, mentre cerca di vendere parte dei gioielli ad un ricettatore in oriente. Dopo una dura colluttazione viene salvato da un contrabbandiere di nome Ronin, che notando le potenzialità del giovane gli offre di entrare a far parte della propria scuola, luogo dove vige una rigida disciplina che tempra i migliori soldati e assassini mercenari del pianeta. Nella scuola il ragazzo adotta definitivamente il nome di Diabolik e si sottopone ai duri insegnamenti, intessendo anche una relazione con una ragazza, anche lei allieva, di nome Jin. Nel periodo gli vengono insegnate numerose tecniche che in seguito faranno parte della sua attività, come i mille trucchi che utilizza per seminare i nemici e il lancio del pugnale (in cui già eccelleva e che perfezionerà grazie ai consigli di Ronin). Affinerà anche il suo stile di combattimento, in precedenza efficace ma decisamente grezzo e non al livello degli avversari più forti, con lo studio di tutte le principali arti marziali. Inoltre, in questa scuola adotterà il famoso costume nero modificando la divisa rituale per poter essere più libero nei movimenti. Le cose precipitano e Jin, gelosa del talento di Diabolik, decide di ucciderlo e derubarlo. Diabolik riesce però a sconfiggere l'avversaria e ucciderla a malincuore. Poco tempo dopo la scuola viene distrutta e tutti gli allievi e i maestri, compreso Ronin, vengono uccisi da Walter Dorian, un criminale di Clerville sosia di Diabolik. Come unico sopravvissuto, Diabolik in apparenza uccide il criminale, impossessandosi della sua Jaguar E-Type e di tutte le sue proprietà ed assumendone l'identità.
Avendo perso l'unico amico della sua vita, Diabolik abbandona la scuola e, dopo aver perfezionato le sue maschere, si trasferisce a Clerville, dove Walter Dorian aveva parecchi possedimenti. In questa città incontrerà Natasha Morgan, potente boss a capo di una grande organizzazione criminale. Tra i due si instaurerà un rapporto singolare: la donna, affascinata dai suoi modi, lo aiuterà a perfezionare le sue tecniche criminali. Più avanti i due si separeranno, ma Natasha, segretamente innamorata di lui, verrà catturata dai suoi nemici e portata di forza su un aereo. La donna riuscirà però a chiudersi in cabina pilotaggio e, capendo di essere spacciata, si suicida facendo schiantare l'aereo, non prima di aver inviato un messaggio in cui dichiara che il dirottamento è opera di Diabolik. Questo gesto, pur non compiuto da lui in persona, gli sarà per sempre attribuito e contribuirà a far nascere il mito del "Re del Terrore".
Poco tempo dopo Diabolik tornerà in Oriente, nel Deccan. Qui avviene il primo incontro tra lui e Ginko. L'ispettore, sulle tracce di trafficanti di droga, avrà il primo faccia a faccia col criminale e da quel momento inizia la loro eterna sfida. Poco tempo dopo, Ginko lo cattura, senza sapere che il criminale indossa una delle sue maschere (non ancora note alla polizia) e lo rinchiude nel carcere di massima sicurezza di Asen, da cui nessun detenuto è mai riuscito a fuggire. Tuttavia proprio grazie alle sue maschere, Diabolik riesce a fuggire poco tempo dopo semplicemente togliendosi la maschera e uscendo col suo volto normale, allora ancora sconosciuto.
Sempre nel Deccan Diabolik inizierà a ordire il colpo raccontato nel primo episodio della serie, Il re del terrore, che vede come vittime la famiglia Garian. Con un abile gioco di maschere e intrighi, Diabolik (sotto lo pseudonimo di Walter Dorian) rovina l'intera nobile casata. Farà la prima apparizione Gustavo Garian, che nei primi numeri sarà una sorta di assistente di Ginko. Nel primo numero facciamo anche la conoscenza di Elisabeth Gay, la prima ragazza di Diabolik, bella ma molto ingenua, che crede che il suo amante sia un ricco uomo d'affari. Sarà Elisabeth a scoprire la vera identità di "Walter" e a denunciarlo nel terzo numero, L'arresto di Diabolik. Sempre nel terzo numero fa la sua prima apparizione Eva che, dopo la denuncia di Elisabeth, salva il ladro dalla ghigliottina, facendo giustiziare al suo posto un fastidioso pretendente.

## Poteri e abilità
Diabolik è un genio del crimine, del travestimento, dell'assassinio e delle tecniche furtive, un eccellente tattico e stratega, un esperto ipnotizzatore, un poliglotta ed è dotato in analisi e deduzioni. Ha una memoria eidetica. È al culmine della condizione fisica, con forza, resistenza, agilità, riflessi e velocità incredibili, ed è un esperto nel combattimento corpo a corpo e nell'uso dei coltelli da combattimento, oltre a essere un pilota e un tiratore eccellente. Suo segno distintivo sono i terribili occhi di ghiaccio; quello sguardo rivela tutta la sua spietatezza e crudeltà. Apparso già dal primo numero, diventerà poi un vero e proprio simbolo. Celebre il suo detto: "Diabolik non perdona".
Altamente istruito in vari campi della conoscenza, ha una vasta conoscenza scientifica e una massima esperienza nel campo della chimica, e ha una grande abilità nell'uso di armi, veleni, droghe e alta tecnologia. Conosce il codice Morse ed è un grande conoscitore d'arte e oggetti preziosi.

## Gadget e armi

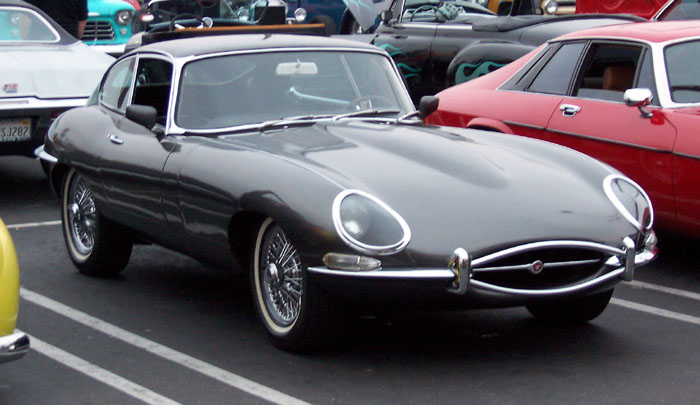
Jaguar E-Type, auto usata dal personaggio.

Il personaggio usa raramente armi da fuoco. È abilissimo nell'uso del pugnale nel cui lancio, spesso infallibile, è divenuto l'icona. Eva Kant fa uso in genere della pistola a dardi celata in un tubetto con la quale, all'occorrenza può lanciare aghi narcotizzanti o avvelenati, ma è abile nell'uso delle armi da fuoco tra cui la carabina di precisione.
Diabolik è esperto in tutte le tipologie di sostanze psicotrope avendone appreso sull'isola del magnate Mr King, dove ha trascorso l'infanzia e l'adolescenza. Tali armi possono stordire l'avversario e addirittura annullargli la volontà e la resistenza. Egli fa uso di altre armi di sua creazione come capsule di narcotico e di gas mortale, armi dalle quali si protegge assuefacendosi ai veleni e facendo uso di filtri nascosti. Il personaggio si avvale di numerosi rifugi inaccessibili agli estranei, per mezzo di trappole tecnologiche di vario tipo. Si avvale di diverse auto Jaguar E-Type del 1962, provviste dei congegni più disparati per contrastare gli avversari. La sua fama è ormai tale da incutere terrore nella notte alla sola vista della sua sagoma nera. Diabolik è noto come: Il re del terrore, L'inafferrabile criminale, Il genio del delitto, L'assassino fantasma, L'assassino dai 1000 volti, Il genio della rapina, Il genio della fuga, Il genio del male, Il maledetto criminale, L'invincibile criminale, L'uomo dai 1000 trucchi, L'uomo senza legge, espressioni che diventano spesso il titolo di diversi numeri.
Le maschere con le quali il personaggio camuffa la propria identità sono un elemento essenziale delle trame. Sono composte da una sostanza artificiale che simula la pelle umana e grazie alla quale riesce a replicare le fattezze delle sue vittime, in virtù della sua straordinaria abilità nel modellarla riuscendo a riprodurre perfettamente i lineamenti di un volto. Questa sostanza è una resina vegetale proveniente da una piccola isola immaginaria i cui abitanti sono legati a Diabolik da un sentimento di riconoscenza. Successivamente è riuscito a sintetizzarla in laboratorio. La polizia di Clerville è addestrata a effettuare il controllo approfondito del volto del sospetto in modo da individuarne il camuffamento.

## Altri personaggi

L'ispettore Ginko, l'eterno rivale di Diabolik.

- Elizabeth "Tina" Gay: infermiera con la quale Diabolik instaurerà una breve relazione dopo averla conosciuta in ospedale. Nel terzo episodio della serie, dopo una lunga serie di indagini scoprirà chi è in realtà l'uomo del quale si è innamorata e lo denuncerà. Finirà rinchiusa in un manicomio.[28]
- Eva Kant: esordisce nel terzo numero della serie (L'arresto di Diabolik) e trova subito in Diabolik il compagno di vita ideale[28]; era la vedova di Lord Antony Kant e conosce Diabolik quando lo scopre mentre lui sta tentando di rubarle un anello. Diventa la sua compagna e partecipa attivamente ai suoi crimini.[5][28] Col tempo il personaggio si è evoluto: nelle prime storie la donna aveva un ruolo decisamente subalterno a Diabolik, e spesso veniva ritratta mentre si disperava per essersi trovata in una vita da incubo, dalla quale non può fuggire per il grande amore da lei nutrito per il grande criminale. In un albo, Diabolik arriva addirittura a tentare di strangolarla dopo una sua disobbedienza (salvo poi recedere in nome del suo amore). Col tempo però il rapporto uomo-donna e di partnership tra Diabolik ed Eva è divenuto via via di perfetta uguaglianza, diversamente da quanto accade nella quasi totalità dei rapporti tra partner in altri fumetti. Lady Kant è diventata la controparte ideale di Diabolik, mutuando da lui i caratteri fondamentali del suo essere; lo stesso è accaduto a lui, che ha acquisito dalla sua donna alcuni lati del suo carattere. Eva si è inoltre imposta al lettore come modello di stile, in particolare per la sua indipendenza e negli anni è apparsa come icona visiva nella pubblicità e nella moda femminile, ma soprattutto come moderno modello di femminilità (caratteristica accentuata in particolare nel periodo compreso tra la fine degli anni sessanta e gli anni settanta).
- Ginko: è un poliziotto intelligente, determinato, integerrimo e instancabile, è estremamente leale e onesto con il proprio avversario e ha tentato di catturare Diabolik per moltissimo tempo. Arrestare Diabolik sarebbe il suo sogno, la sua ragione di vita; è arrivato talvolta assai vicino alla meta, ma Diabolik ed Eva Kant sono sempre riusciti a salvarsi.[5][18]
- Gustavo Garian: è il figlio di un ricco antiquario (la prima vittima del Re del Terrore) e il miglior amico dell'ispettore Ginko; è il primo personaggio comparso nel fumetto ed il primo a pronunciare il nome Diabolik;[18]
- Altea di Vallenberg: Altea di Vallenberg, nata Von Waller, è la compagna di Ginko. È la vedova del duca di Vallenberg, cugino del re del Beglait. Vede la sua evoluzione da personaggio spalla di Ginko, confidente dei pensieri come in passato era il ruolo di Gustavo Garian, a una degna compagna dell'ispettore, portando il rapporto ad un'ottima specularità di quello tra Diabolik ed Eva Kant, coi quali peraltro collabora in alcuni frangenti quasi sempre per salvare o proteggere Ginko stesso o altre persone a lei care.
- King: è un ricco magnate proprietario dell'isola in cui cresce Diabolik, capo di una grossa organizzazione criminale che opera in tutto il mondo contrabbandando oggetti di valore; viene ucciso dallo stesso Diabolik che aveva capito che King lo avrebbe eliminato a sua volta per rubargli il segreto della realizzazione delle maschere. Comparirà in seguito in altre storie, ma solo come flashback o ricordo di Diabolik.
- Walter Dorian: l'unica sua apparizione avviene nel 2006 nel Grande Diabolik primaverile, mentre il suo nome, usato da Diabolik, è presente solo nei primi tre numeri della serie. Si tratta della prima identità falsa usata da Diabolik. L'identità falsa viene smascherata nel terzo numero e per i successivi quarant'anni non si sentirà più quel nome. Walter Dorian era un boss di Clerville che operava nel Deccan. Ronin, amico di Diabolik, fece l'errore di indagare sul suo conto e Dorian si vendicò uccidendo lui, i suoi allievi e distruggendo la scuola di arti marziali. Diabolik sapeva che costui era il suo sosia perfetto e decise di prenderne il posto. Dopo essere stato assalito, e quasi ucciso, Dorian finisce in mano a un esercito, che lo tiene prigioniero per moltissimi anni. Una volta libero torna a Clerville, dove, dopo aver reso nota la verità sul suo conto, si scontrerà con Diabolik.[57]

## Ambientazioni
Il fumetto è ambientato a Clerville, uno stato fittizio in cui Diabolik ed Eva Kant risiedono e compiono le loro attività criminali. È presumibilmente situato nella regione Provenza-Alpi-Costa Azzurra, più precisamente nell'attuale dipartimento francese del Var. La capitale è Clerville; la seconda città, Ghenf, è sul mare. Lo Stato confina con altre nazioni immaginarie: Beglait, Rennert, Ferland, Banglait e Wilburg. Dal Beglait, un ex-stato monarchico, attualmente repubblica ma con una forte persistenza della nobiltà negli affari di stato proviene Altea di Vallenberg.
Nella parte marittima, oltre al porto di Ghenf si trovano alcune piccole isole, votate al turismo. Nell'interno, le zone pianeggianti si alternano a quelle montuose (Grande Catena di Vernan) e lacustri (il lago Cristallo, ad est di Clerville, è il più grande). Un'ottima rete stradale, autostradale e ferroviaria mette in comunicazione i centri più importanti; operano due aeroporti internazionali. Le industrie principali sono quelle estrattive, della lavorazione dei diamanti (in concorrenza con Amsterdam), ma sono sviluppati pure i settori finanziari, commerciali e del turismo. La religione prevalente è il Cristianesimo, benché nella capitale si trovino solo tre luoghi di culto. La lingua parlata è un singolare misto di francese e italiano, ma alcuni termini risentono dell'inglese e del tedesco, a causa dei tanti visitatori anglosassoni. 
Nei primi numeri della serie, il personaggio agiva a Marsiglia, poi le autrici decisero di inventare una città nuova, per evitare continue documentazioni sulla città ed essere libere di aggiungere località, laghi, fiumi, montagne ed opere costruite dall'uomo come dighe e cliniche private. Sembra che le sorelle Giussani si siano ispirate alla città di Parigi, così come del resto lo stato di Clerville appare chiaramente ispirato alla Francia ed agli Stati posti nella sua regione geografica (il Principato di Monaco, il Granducato del Lussemburgo ed il Belgio). In seguito, le Giussani adotteranno la stessa tecnica per paesi stranieri vicini, come il Beglait (dove Ginko incontrerà Altea) o il Rennert, e lontani come il Deccan o la metropoli asiatica Gau Long (analoga a Hong Kong).
Clerville

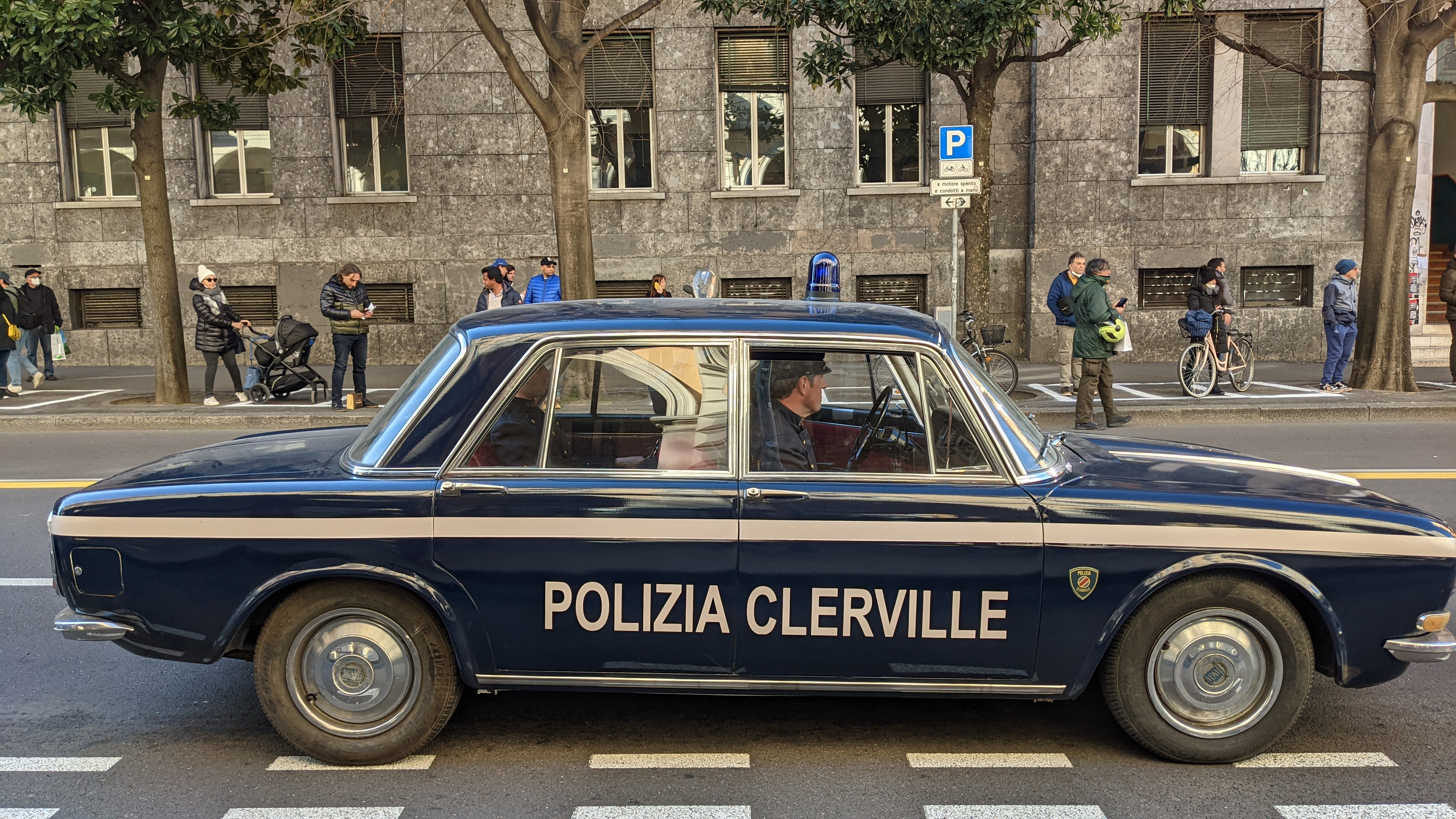
Una fittizia auto della Polizia di Clerville, sul set del film Diabolik - Chi sei? del 2023.

Oggi la città Clerville è modernissima, con alberghi di lusso, il casinò, ristoranti raffinati, negozi lussuosi, gioiellerie fornitissime, locali per svago e divertimento, il teatro, la biblioteca, prestigiose banche, musei (nella raccolta statale, la sezione dell'Antico Egitto è terza per importanza dopo quelle de Il Cairo e Torino). Troviamo i palazzi del parlamento, il tribunale, la sede della polizia (il regno dell'ispettore Ginko) e le carceri. La periferia è simile a quella di altri grandi centri abitati, abitata da spacciatori di stupefacenti, prostitute e prostituti, criminali di ogni tipo. Ha una rete stradale efficiente, la stazione ferroviaria e la metropolitana e un capiente labirinto fognario (assai utile a Diabolik per i suoi spostamenti o fughe). I nomi delle strade sono romantici e dedicati soprattutto ad alberi e fiori: il viale dei Platani, arteria fondamentale per la vita cittadina, nasconde verosimilmente vari rifugi di Diabolik. A Clerville i nomi sono frequentemente italiani, i cognomi francesi. Ci sono persone ricche e benestanti, sia oneste che criminali, che divengono vittime dei piani del personaggio; sono presenti molti criminali e una forte organizzazione criminale simile alla mafia che in molti casi posseggono ricchezze delle quali Diabolik tenta di impadronirsi. Non mancano episodi in cui la vittima è una persona facoltosa ma onesta di Clerville. Vengono stampati francobolli locali e giornali, tra cui La Gazzetta di Clerville, la moneta circolante è l'euro dal 2002; la moneta precedente non è mai stata nominata, ad eccezione che nel n. 2 (L'inafferrabile criminale), dove l'avvocato Bonard presta a Payot, un poliziotto, 100000 lire e Diabolik, travestito da Bonard, a pagina 95 dice «Ecco qui le 100 mila Lire, me le renderai quando potrai». A Clerville è ancora in vigore la pena capitale e spesso Diabolik ha rischiato di finire ghigliottinato. In tempi recenti si è aperto un dibattito sociale sull'eventualità di sopprimerla, ma non per Diabolik. Prima dell'attuale forma di governo repubblicana vigeva la monarchia. 
Ghenf
Ghenf (Genf è il nome in lingua tedesca di Ginevra) è una città costruita su un panoramico promontorio sul mare. Ha il porto più frequentato dello stato; tale ambiente portuale favorisce i traffici della malavita: locali malfamati, altri selettivi, ospitano personaggi privi di scrupoli. Diabolik e Eva spesso li frequentano per scoprire attività illecite e lucrative. Ghenf, sotto l'apparenza tranquilla e laboriosa, nasconde, pertanto, una vita notturna costellata di crimini, giochi d'azzardo, squallida prostituzione e covo di bande malavitose.
Altre località
- Balliet, il più rinomato luogo di villeggiatura con vasta spiaggia.
- Banfort, con il porto e la casa da gioco.
- Bellair, noto centro climatico invernale.
- Boltin, con interessanti resti dell'acquedotto romano.
- Carmol, famosa per la spiaggetta dove le tartarughe depongono le uova.
- Cervo (monte), per gli amanti dello sci.
- Clemon, piccolo villaggio sulla costa abitato da pescatori con le stradine in acciottolato e il porticciolo (Agguato sul fondo 1968).
- Colleverde, luogo in cui vive Bettina (Angoscia 1966)
- Cristallo (lago), al centro vi è un'isoletta con un castello.
- Esterre, città mineraria (ferro, carbone), sede di una fonderia.
- Gabbiani (isola dei), con una torre di avvistamento.
- Isburg, sulla cosiddetta Costa bianca.
- Leron, apprezzata località balneare.
- Montvert, paese sulle colline di Clerville.
- Sendon, sede di uno dei più importanti mercati di diamanti del mondo[64][65].

Nel novembre 2005, la casa editrice Astorina ha pubblicato la Guida turistica di Clerville, un volume che contiene la mappa intera dello stato e della sua capitale, con tutti i riferimenti agli oltre settecento episodi.

## Controversie
Il terzo numero della prima serie, L'arresto di Diabolik, pubblicato nel marzo 1963, fu causa di una prima serie di denunce e processi penali dei quali furono oggetto Diabolik e altri epigoni negli anni sessanta. Angela Giussani, al fine di promuovere la nuova testata, aveva avuto l'idea di distribuirne copie omaggio ai ragazzi delle scuole medie e questo venne visto come un tentativo di traviamento della gioventù. Ne seguì un processo che, il 6 luglio 1964, assolse Angela Giussani dal reato di incitamento alla corruzione anche perché, si legge nella motivazione della sentenza, nella copertina il personaggio compariva con le manette ai polsi e sullo sfondo di una lugubre ghigliottina, la qual cosa induceva a pensare che il criminale avrebbe pagato per le sue colpe.

## Altri media

Luca Marinelli nei panni di Diabolik, nel film omonimo del 2021.

### Cinema

#### Versione di Mario Bava
- Diabolik regia di Mario Bava (1968). La pellicola, che all'epoca non ebbe un notevole successo in Italia, fu molto apprezzata dai Cahiers du Cinéma ed è diventata un piccolo culto all'estero;[66]

#### Documentari
- Diabolik sono io, documentario, regia di Giancarlo Soldi (2019);[10]

#### Trilogia dei Manetti Bros
Nella trilogia diretta dai Manetti Bros., Diabolik ha il volto di Luca Marinelli, (Diabolik) e Giacomo Gianniotti (Diabolik - Ginko all'attacco! e Diabolik - Chi sei?).
- Diabolik regia dei Manetti Bros (2021), tratto dal fumetto nº3 L'arresto di Diabolik. Il film segna un nuovo inizio per il personaggio ed è il primo capitolo di una trilogia. Diabolik è interpretato da Luca Marinelli, affiancato da Miriam Leone nei panni di Eva Kant e Valerio Mastandrea in quelli dell'ispettore Ginko. Il film racconta del primo storico incontro tra Diabolik ed Eva e l'inizio della sua rivalità con Ginko.
- Nel sequel Diabolik - Ginko all'attacco! uscito nel 2022, sempre diretto dai Manetti Bros, Diabolik è interpretato da Giacomo Gianniotti, che sostituisce Marinelli.[68]Qui Diabolik è messo in scacco dall'ispettore Ginko e decide di abbandonare Eva. Il film mostra la prima apparizione cinematografica in live action del personaggio di Altea di Vallenberg, la storica amante di Ginko, interpretata da Monica Bellucci.
- Nel 2023 Giacomo Gianniotti riprende il ruolo del Re del Terrore nell'ultimo film della trilogia, intitolato Diabolik - Chi sei? (nuovamente diretto dai Manetti Bros.).

#### Film apocrifi
- Diabolix (Colpo internazionale) regia di Max Bellocchio (1992). Parodia in chiave pornografica.

### Narrativa
- Romanzi di Diabolik: collana mensile esordita nel 1969 distribuita in edicola nel formato ad albo di circa 150 pagine; pubblicava romanzi scritti da vari sceneggiatori della testata principale, a volte riprendendo soggetti già usati per le storie a fumetti e ampliati con dettagli e sotto-trame varie mentre altre volte si trattava di soggetti originali. La testata chiuse dopo trenta numeri nel 1971.[69]
- Successivamente, Diabolik ed Eva Kant sono protagonisti di quattro romanzi scritti da Andrea Carlo Cappi:
  - Diabolik: La lunga notte: Diabolik vuole rubare cinque talismani disseminati nel mondo; sulla sua strada trova, oltre a Ginko, i servizi segreti di Clerville, gangster orientali e occidentali, una potente triade della immaginaria città di Gau Long e un misterioso miliardario che sembra a conoscenza di molti segreti rimasti sepolti nel passato del personaggio;
  - Diabolik: Alba di sangue: dopo un colpo alla zecca di Stato andato storto, Diabolik è costretto a lavorare per i servizi segreti che hanno Eva in ostaggio; il viaggio lo porterà fino agli antipodi del mondo, ma anche nel passato di Clerville, quando era sotto una dittatura che i responsabili dei servizi, su ordine di membri del governo, vogliono riportare al potere;
  - Diabolik: L'ora del castigo: una temibile trafficante di armi, Valentina Piaget, vuole vendicarsi di Diabolik; dopo un primo tentativo non riuscito, Diabolik manda la sua compagna nella repubblica del Rennert e progetta di infiltrarsi nella tana del nemico per ottenere due scopi: la vendetta e il furto;
  - Eva Kant: Il giorno della vendetta: Eva, ormai esperta al punto di poter agire in modo indipendente, compie uno spettacolare furto nel Rennert, per allontanare l'attenzione da lui e per dimostrargli la sua abilità; ma Valentina Piaget la attende al varco, come pure Ginko e la polizia del Rennert.
- Io sono Diabolik
- Kid. Il ragazzo che voleva essere Diabolik
- Diabolik. Il romanzo del film

### Radio
- Diabolik è stato protagonista nel 2000 del primo radiofumetto trasmesso dalla Rai a puntate su Rai Radio 2, con l'adattamento di Armando Traverso e la regia di Arturo Villone. Le voci di Diabolik ed Eva Kant erano quelle di Luca Ward e Roberta Greganti[70][71];
- in occasione dei quaranta anni del personaggio, nel 2002 è stato anche trasmesso un audiofumetto tratto dal remake del primo episodio della serie con la regia di Arturo Villone.

#### Podcast
- Nel 2022 venne pubblicato un audiofumetto di 10 puntate su Audible, con l'adattamento di Dario Sicchio e la regia di Romeo Filippi. Le voci di Diabolik ed Eva Kant erano quelle di Francesco Venditti e Myriam Catania[72].

### Televisione
- Diabolik (Diabolik: Track of the Panther), 2000: prodotta da Saban International, con la collaborazione con M6 e Fox Television, composta da 40 episodi di 24 minuti.
- Il 26 settembre 2012 Sky Cinema annunciò ufficialmente la produzione di Diabolik - La serie.[73] Venne prodotto un trailer che fu presentato il 9 novembre nel Museo della scienza e della tecnica di Milano, in occasione della mostra "Cinquant'anni vissuti diabolikamente".[74] Il promo venne prodotto dalla Frame by Frame[75] e fu diretto da Marco Pianigiani,[76] il protagonista fu interpretato dal nuotatore Lorenzo Benatti[77][78] e il costume fu opera di Lorenzo Ceccotti (LRNZ) in collaborazione con la Solido3D[76]. La serie sarebbe dovuta uscire nel 2015,[79] ma il progetto non si finalizzò.

### Videogiochi
- Una serie di 12 videogiochi pubblicati in edicola dalla software house italiana Simulmondo intorno al 1993 per Amiga e MS-DOS[80];
- Diabolik: The Original Sin (2007) sviluppato dalla software house italiana Artematica; un'avventura grafica completamente in 3D.[81][82]

## Merchandising
Giochi da tavolo
- Diabolik, primi anni sessanta, DIALE editore.
- Caccia a Diabolik, 1994, G.E.MI editore. Diabolik, aiutato da Eva Kant, effettua una rapina e deve sfuggire a Ginko.
- Diabolik - colpi e indagini, 2021, Pendragon Game Studio editore.
- Diabolik - storie: la lama della vendetta, 2021, Pendragon Game Studio editore (tratto dalla storia pubblicata su n. 4, Anno LVII 2018)

Altro
- Statue in resina di marmo a tiratura limitata dedicate al personaggio. Prodotte nel 2007, ogni statua è dotata di certificato di garanzia e autenticità autografato da Mario Gomboli, direttore della casa editrice Astorina;
- linea di borse e accessori dedicate al personaggio, per l'uomo, e a Eva Kant, per la donna prodotte nel 2009.
- 20 uscite in edicola con cadenza settimanale edite nel 2018 da Hachette composte da statuine in resina più fascicolo (Diabolik, Eva Kant, Ginko, Altea di Vallenberg, King, Bettina Ramblè, Gustavo Garian, Elisabeth Gay, Diabolik, Eva Kant, La Pantera Nera Diabolik, Sibilla Navcenko, Ronin, Saverio Hardy, Dolores, Jonas, Natasha Morgan, Wolf, Suanda, Generale Volpone).
- Diabolik Track Of The Panther, album di figurine del cartone animato, 2001, Panini (con 180 figurine).
- Le figurine di Diabolik, album di figurine, 1976, Super Raf Editore (con 256 figurine). Contiene la storia breve inedita Rapina colossale.
- Diabolik. Il re del terrore, album di figurine, 2017, Panini, stesso album del 1976 ma ampliato (con 276 figurine e 36 card). Ristampato nel 2021 con sovracopertina nera.
- I mille volti di Diabolik, album di figurine, 2022, Panini (con 276 figurine e 50 card). Contiene le storie brevi Senza tempo (inedita) e La regola.
- Trittico 5€ Serie fumetti - Diabolik, tre monete da 5€ che fanno parte della collezione numismatica della Repubblica Italiana emesse dal Ministero dell'economia e delle finanze e coniata dalla Zecca dello Stato. Faccia: Volti di Diabolik, Eva Kant e Ginko; retro: uguale per tutte, con raffigurata la Jaguar.

## Influenza culturale
Cinema
Nel 1967 è uscito un film parodistico ispirato al personaggio, Arrriva Dorellik, diretto da Steno. Il personaggio fu interpretato da Johnny Dorelli.
Musica
- Diabolik - brano musicale di Betty Curtis del 1966
- Diabolik - brano musicale dei Bolero del 2012 inciso per l'etichetta discografica Alphard Record.
- Nel videoclip di Amore impossibile (regia di Lamberto Bava) dei Tiromancino, i protagonisti sono Diabolik (Daniel McVicar), Eva Kant (Claudia Gerini) e come cameo lo stesso John Phillip Law, già Diabolik nel film del 1968, nella parte del "guardiano del museo".
- Il videoclip Body Movin' dei Beastie Boys riprende il personaggio attraverso una parodia del film del 1968 utilizzandone degli spezzoni.

TV
Il personaggio è comparso in spot pubblicitari commerciali, come quelli della Securmark, del Crodino e della Renault Twingo. Negli anni novanta ha avuto anche una parodia all'interno di Bim bum bam intitolata Bobbik.
Fumetti
- Cattivik - personaggio dei fumetti creato nel 1965 da Bonvi e disegnato poi da Silver e ispirato a Diabolik e ad altri fumetti neri del panorama italiano di quegli anni.
- Paperinik (in seguito conosciuto anche come PK) e Paperinika - creati rispettivamente da Elisa Penna, Guido Martina, Giovan Battista Carpi e Giorgio Cavazzano per la Walt Disney Company Italia, rispettivamente nel 1969 e nel 1973, sono le identità segrete dei personaggi dei fumetti Paperino e Paperina. Anche i personaggi di Fantomius (che darà a Paperino l'idea di diventare Paperinik) e della sua compagna Dolly Paprika sono un'evidente citazione di Diabolik ed Eva Kant.